# Пространство Минковского
Простра́нство Минко́вского ― четырёхмерное псевдоевклидово пространство сигнатуры {\displaystyle (1,\;3)}, предложенное в качестве геометрической интерпретации пространства-времени специальной теории относительности.
Каждому событию соответствует точка пространства Минковского, в лоренцевых (или галилеевых) координатах, три координаты которой представляют собой декартовы координаты трёхмерного евклидова пространства, а четвёртая ― координату {\displaystyle ct}, где {\displaystyle c} ― скорость света, {\displaystyle t} ― время события.
Связь между пространственными расстояниями и промежутками времени, разделяющими события, характеризуется квадратом интервала:
{\displaystyle s^{2}=c^{2}(t_{1}-t_{0})^{2}-(x_{1}-x_{0})^{2}-(y_{1}-y_{0})^{2}-(z_{1}-z_{0})^{2}.}
(Нередко в качестве квадрата интервала берётся противоположная величина, выбор знака — вопрос произвольного соглашения. Так, первоначально сам Минковский предложил именно противоположный знак для квадрата интервала).
Интервал в пространстве Минковского играет роль, аналогичную роли расстояния в геометрии евклидовых пространств. Он инвариантен при замене одной инерциальной системы отсчёта на другую так же, как расстояние инвариантно при поворотах, отражениях и сдвигах начала координат в евклидовом пространстве. Роль, аналогичную роли вращений координат в случае евклидова пространства, играют для пространства Минковского преобразования Лоренца.
Квадрат интервала аналогичен квадрату расстояния в евклидовом пространстве. В отличие от последнего квадрат интервала не всегда положителен, также между различными событиями интервал может быть равен нулю.

## Связанные определения
- Псевдоевклидова метрика в пространстве Минковского, определяемая приведенной выше формулой для интервала, называется метрикой Минковского или лоренцевой метрикой. Под лоренцевой метрикой понимают или метрику, явно соответствующую этому определению в выбранных координатах (и определяющую таким образом выбор координат), или метрику, которая может быть сведена к таковой подходящим выбором непрерывных координат. Лоренцев метрический тензор обычно обозначается {\displaystyle \eta _{ij}}, он задаёт квадратичную форму сигнатуры {\displaystyle (1,\;-1,\;-1,\;-1)}. Термин лоренцева метрика или метрика Минковского может применяться и в случаях размерностей, отличных от 4. Тогда это обычно означает, что одна координата играет роль времени, а остальные — пространственных координат.
- Множество всех векторов с нулевым квадратом интервала образует коническую поверхность и называется световым конусом.
- Четырёхвектор, лежащий внутри светового конуса, называется времениподобным вектором, вне светового конуса — пространственноподобным, лежащий на световом конусе — нулевым[1].
- Событие в данный момент времени в данной точке называется мировой точкой.
- Множество мировых точек, описывающее движения частицы (материальной точки) во времени, называется мировой линией. В принципе этот термин может применяться и к описанию движения абстрактных («воображаемых») точек, но в основном употребляется всё же для описания движения реальных физических тел (в том числе распространения импульсов света).
- Инерциальный наблюдатель: наблюдатель, который покоится либо движется равномерно и прямолинейно (и поступательно, без вращения его координатной системы) относительно инерциальной системы отсчета. В лоренцевых (галилеевых) координатах мировая линия этого наблюдателя (и всех точек, неподвижных в его системе отсчета) выглядит особенно просто: это прямая {\displaystyle x^{i}=x_{0}^{i}+u^{i}a\;,} где {\displaystyle a\;} — параметр, а {\displaystyle i} изменяется от 1 до 4 — тогда временной координатой является четвёртая, или от 0 до 3 — тогда временная координата нулевая.
- Интервал между двумя событиями, через которые проходит мировая линия инерциального наблюдателя, делённый на {\displaystyle c}, называется его собственным временем, так как эта величина совпадает со временем, измеренным движущимися вместе с наблюдателем часами. Для неинерциального наблюдателя собственное время между двумя событиями соответствует интегралу от интервала вдоль мировой линии.
- Если вектор, соединяющий мировые точки, времениподобен, то существует система отсчета, в которой события происходят в одной и той же точке трёхмерного пространства.
- Если вектор, соединяющий мировые точки двух событий, пространственноподобен, то существует система отсчета, в которой эти два события происходят одновременно; они не связаны причинно-следственной связью; модуль интервала определяет пространственное расстояние между этими точками (событиями) в этой системе отсчета.
- Кривая, касательный вектор к которой в каждой её точке времениподобен, называется времениподобной линией. Аналогично определяются пространственноподобные и изотропные («светоподобные») кривые.
- Множество всех мировых линий света, исходящих из данной мировой точки, как правило, рассматриваемые в совокупности со всеми входящими, образует двухполостную коническую гиперповерхность, инвариантную относительно преобразований Лоренца, называемую изотропным или световым конусом. Эта гиперповерхность разделяет причинное прошлое данной мировой точки, её причинное будущее и причинно независимую с данной мировой точкой (пространственноподобную) область пространства Минковского.
- Касательный вектор к мировой линии любого обычного физического тела является времениподобным вектором.
- Касательный вектор к мировой линии света (в вакууме) является изотропным вектором.
- Гиперповерхность, все касательные векторы которой пространственноподобны, называется пространственноподобной гиперповерхностью (на такой гиперповерхности задаются начальные условия), если же в каждой точке гиперповерхности найдется времениподобный касательный вектор, такая поверхность называется времениподобной (на такой гиперповерхности нередко могут задаваться граничные условия).
- Группой движений пространства Минковского, то есть группой преобразований, сохраняющих метрику, является 10-параметрическая группа Пуанкаре, состоящая из 4 трансляций — 3 пространственных и 1 временно́й, 3 чисто пространственных вращений и 3 пространственно-временных вращений, иначе называемых бустами. Последние 6, взятые вместе, образуют подгруппу группы Пуанкаре — группу преобразований Лоренца. Таким образом, пространство Минковского является четырёхмерным метрическим пространством наивысшей возможной степени симметрии и имеет 10 векторов Киллинга.
- Специфические физически значимые классы координат в пространстве Минковского — лоренцевы (или галилеевы) координаты, координаты Риндлера и координаты Борна. Также бывают очень удобны (особенно в двумерном случае) изотропные координаты или координаты светового конуса.
- В общей теории относительности пространство Минковского представляет собой тривиальное решение уравнений Эйнштейна для вакуума (пространства с нулевым тензором энергии-импульса и нулевым лямбда-членом).

## История
Это пространство было открыто и рассмотрено Анри Пуанкаре в 1905 и Германом Минковским в 1908 году.
Анри Пуанкаре первым установил и детально изучил одно из самых важных свойств преобразований Лоренца — их групповую структуру, и показал, что «преобразования Лоренца представляют не что иное, как поворот в пространстве четырёх измерений, точки которого имеют координаты {\displaystyle (x,y,z,ict)}». Таким образом, Пуанкаре по крайней мере за три года до Минковского объединил пространство и время в единое четырёхмерное пространство-время.